# Friedrich Wilke (Politiker, 1943)
Friedrich Wilke (* 13. Dezember 1943 in Papenburg) ist ein deutscher Politiker der FDP und Hochschullehrer.

## Ausbildung und Beruf
Nach dem Abitur 1965 belegte Friedrich Wilke von 1965 bis 1970 ein Studium der Volkswirtschaftslehre an den Universitäten Freiburg im Breisgau und Münster. Dieses schloss er 1970 als Diplom-Volkswirt ab. 1973 promovierte er zum Dr. rer. pol. Von 1970 bis 1975 war er als wissenschaftlicher Assistent am Institut für Verkehrswissenschaft an der Universität Münster beschäftigt.
Wilke war von  1975 bis 2000 Professor für Volkswirtschaftslehre an der Abteilung Gummersbach der Fachhochschule Köln. Prodekan und Dekan des Fachbereichs Informatik war er von 1985 bis 1989. In den Jahren 1989 bis 1994 und erneut von 1998 bis 2000 fungierte er als Sprecher der Abteilung Gummersbach der Fachhochschule Köln.

## Politik
Wilke ist seit 1995 Mitglied der FDP. Er ist Mitglied im Vorstand des FDP-Kreisverbandes Oberbergischer Kreis. Er war Pressesprecher des Kreisverbandes von 1996 bis 2000. Von 2000 bis 2005 war er Mitglied des 13. Landtags von Nordrhein-Westfalen, in den er über die Landesliste einzog. Im Jahr 2004 geriet Wilke in die Schlagzeilen, als er sechs Stangen Zigaretten von Polen nach Deutschland einführte, diese aber nicht ordnungsgemäß verzollte. Die Zigaretten wurden von Wilke nachverzollt; wegen Geringfügigkeit des Vergehens wurde kein Verfahren eröffnet.
Wilke zog im Jahre 2004 in den Oberbergischen Kreistag ein und ist dort seit 2009 1. stellvertretender Landrat.